# Relations entre la France et la Slovénie
Les relations entre la France et la Slovénie sont des relations internationales s'exerçant au sein de l'Union européenne entre deux États membres de l'Union, la République française et la république de Slovénie. Elles sont structurées par deux ambassades, l'ambassade de France en Slovénie et l'ambassade de Slovénie en France.
En France, il y a également à Toulouse le consulat de la république de Slovénie.